# سانتو استفانو کویسکونا
سانتو استفانو کویسکونا (به ایتالیایی: Santo Stefano Quisquina) یک کومونه در ایتالیا است که در استان آگریجنتو واقع شده‌است.

## خصوصیات
سانتو استفانو کویسکونا ۸۵٫۹ کیلومترمربع مساحت و ۵٬۲۳۳ نفر جمعیت دارد و ۷۳۰ متر بالاتر از سطح دریا واقع شده‌است.